# Madagaskarhop
De madagaskarhop (Upupa marginata) is een vogel uit de familie hoppen (Upupidae). Het werd eerder beschouwd als een ondersoort (Upupa epops marginata) van de hop, maar werd gesplitst vanwege zijn vocalisaties en kleine verschillen in verenkleed. Sommige taxonomen beschouwen nog steeds alle drie de soorten als soortgenoten. Sommige autoriteiten houden ook de Afrikaanse en Euraziatische hop bij elkaar, maar splitsen de hop uit Madagaskar. De vogel is endemisch in Madagaskar, waar zijn natuurlijke habitat subtropisch of tropisch droog bos is. Het is een veel voorkomende vogel en de International Union for the Conservation of Nature beschouwt de staat van instandhouding als de minste zorg.

## Kenmerken
De volwassen madagaskarhop is ongeveer 32 cm lang en weegt 57-91 g. Het heeft een lange, gebogen snavel en kaneelkleurig verenkleed, waarbij de vleugels stoutweg zijn gemarkeerd in zwart en wit. De staart is zwart en een lange, kaneelkleurige kuif met zwarte veren kan omhoog worden gebracht als de vogel gealarmeerd is. De vleugels zijn breed en afgerond, de karakteristieke vlucht bestaat uit een paar slagen, waarna de vleugels even worden gevouwen en de vogel glijdt, voordat hij weer begint te fladderen. Het vrouwtje is iets doffer van kleur dan het mannetje, met minder wit op de vleugels. Vergeleken met de Afrikaanse hop is hij groter, heeft een langere staart en een meer roze keel. Het lied verschilt duidelijk van de 'hoop-hoop-hoop' van de Afrikaanse hop, die wordt beschreven als 'een nederig koerende triller rrrrrrooow, die lichtjes daalt, 1,5-2,5 seconden duurt en elke 3-10 seconden wordt herhaald'.

## Leefwijze
De madagaskarhop komt meestal alleen of in paren voor, foerageert op de grond, loopt een paar passen en kijkt dan rond, dobbert met zijn kop, peilt met zijn snavel in de grond en bladafval, plukt voorwerpen van de grond, peilt naar mest en onderzoekt spleten. Zijn dieet bestaat voornamelijk uit insecten zoals kevers en vliegen en hun larven, sprinkhanen en rupsen. Wanneer hij gestoord wordt, kan hij naar een horizontale tak vliegen waar hij neerstrijkt, met zijn vleugels fladderend en zijn kuif omhoog en omlaag bewegend.

## Voortplanting
Deze soort is monogaam en territoriaal. De paring vindt plaats tussen augustus en december, meestal in oktober en november. Het nest bevindt zich in een diepe holte in een boom, vaak binnen 3 m van de grond. Er wordt weinig nestmateriaal gebruikt en het gat wordt rommelig en stinkt voordat de jongen uitvliegen. Eén nest heeft een legsel van zes blauwgrijze eieren. Incubatie kan mogelijk alleen door het vrouwtje worden gedaan en er is waargenomen dat de partner de broedende vogel voedt. Bij andere soorten hop is de incubatietijd 15 tot 16 dagen en de vliegtijd 26 tot 32 dagen. Beide ouders zijn betrokken bij het voeden van de jongen.

## Verspreiding en leefgebied
De madagaskarhop is endemisch in Madagaskar, waar het verspreidingsgebied het noorden, westen, midden en zuiden van het land omvat, terwijl het grotendeels afwezig is in het oosten. Het bewoont de randen van bossen, open plekken, open plekken, savanne, grasland en kreupelhout.